# پان‌تورانیسم

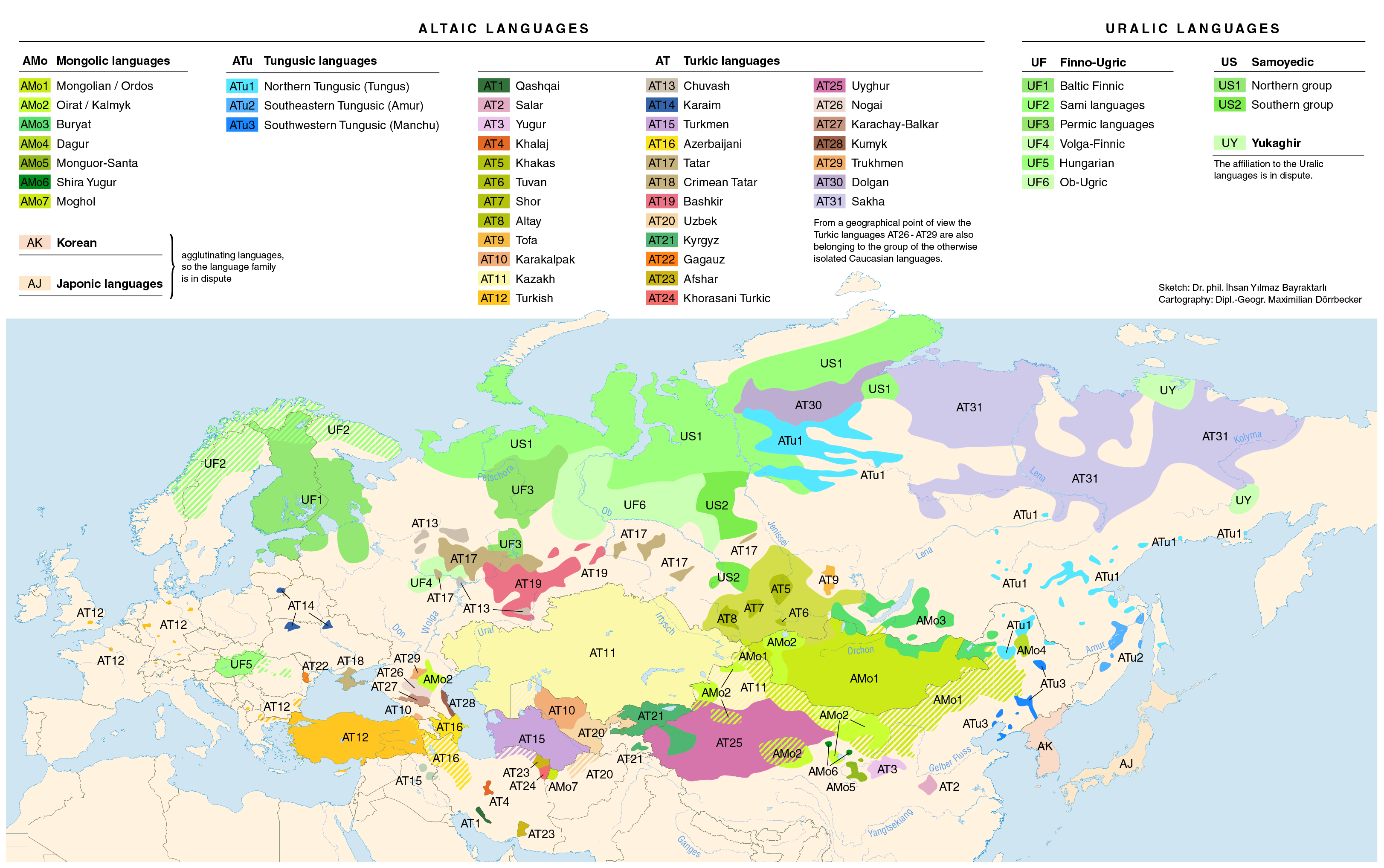
پراکندگی زبان‌های آلتائیک، ترکی و اورالیک در آسیا و اروپا

تورانیسم که با نام پان‌تورانیسم هم شناخته می‌شود ایدئولوژی بود که توسط یک فرد مجارستانی ساخته و پرداخته شد. این روش فکر به منظور مقابله با روش فکرهای دیگر کشورهای اروپایی (مثل پان اسلاویسم و پان ژرمنیسم) هم‌زمان با شکل‌گیری و رشد فزاینده ایدئولوژی‌های ملی گرایی اروپایی، برای یارگیری مجارستانی‌ها و اتحاد آنها با کشورهای ترک‌زبان مانند عثمانی و برخی قومیت‌های اورالی زیر سایه امپراتوری تزار روسیه ساخته شد و هدف آن‌ها یارگیری سیاسی برای مقابله با همدیگر بود. ریشه اصلی کلمه پان تورانیسم به کتاب شاهنامه فردوسی و سرزمین افسانه‌ای توران برمی‌گردد و در واقع خود توران واژه ای ایرانی است و تورانیان هم مردمی ایرانی تبار در خارج از فلات ایران بودند. ایده پان تورانیسم ۵۰ سال پیش از شعله‌ور شدن جنگ جهانی اول شکل گرفت.

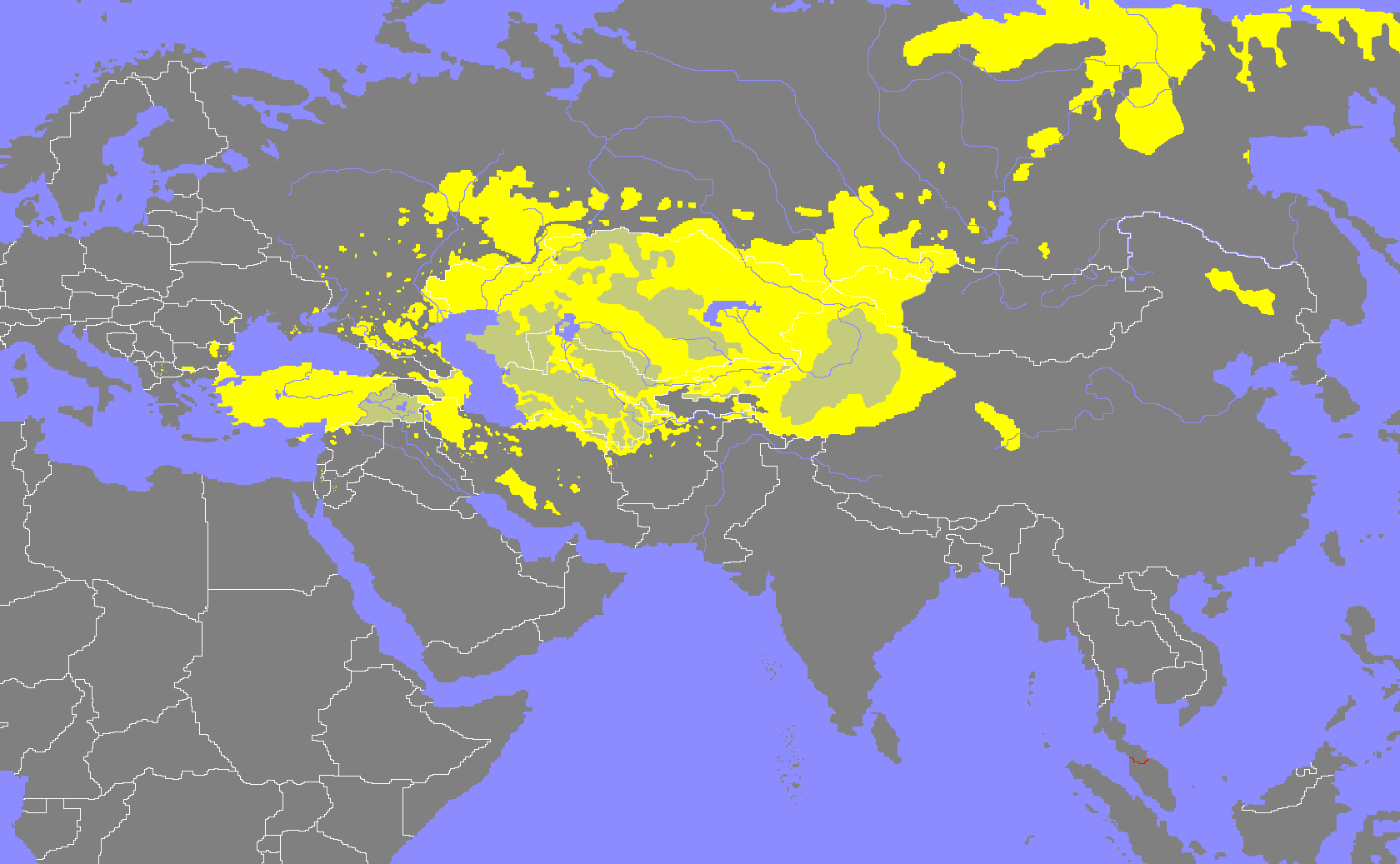
پراکندگی اقوام ترک‌زبان در اوراسیا از نظر پان‌تورانیسم

در اوایل سده بیستم برخی از اندیشمندان و سیاستمداران ترکیه و تاتارستان در تعریف توران آن را تبدیل به وسیله‌ای برای توجیه پانترکیسم قرار دادند و این منطقه اساطیری را «همه سرزمین ها و کشورهایی که در آن به ترکی سخن گفته میشود» تعریف نمودند. این موضوعی است که در ادبیات سیاسی ترکیه هنوز هم کم و بیش مطرح است. طبق این ادبیات سیاسی، پان تورانیسم به اندیشه متحد کردن همه ترکان جهان و سرزمین‌های آنان گفته میشود. در اوایل سده بیستم، بعضی روشنفکران و سیاست پردازان ترکیه مانند ضیا گوک آلپ و انور پاشا از اندیشه اتحاد ترکان دفاع کردند. حتی انور پاشا که از فرماندهان مشهور ارتش عثمانی بود، بعد از شکست امپراتوری عثمانی در جنگ جهانی اول و قطع کمک بلشویک‌ها، در سال ۱۹۲۲ برای تحقق خیال متحد کردن ترکان آسیای مرکزی به آنجا رفته و در زد و خوردهایی که در تاجیکستان کنونی با بلشویک‌ها رخ داد، جان خود را از دست داد. همچنین، اندیشمند معروف پان ترک، ضیا گوک آلپ در کتاب «پایه های پان ترکیسم» و در تعریف «تورانیسم» نوشت که عثمانی‌ها، آذربایجانی‌ها، تاتارها و ترکان آسیای مرکزی مشمول پان تورانیسم میشوند اما «این اندیشه شامل مجارها، تونگوزها، مغول‌ها و فنلاندی‌ها نیست.»

روی جلد نشریه بوزکورت (گرگ‌های خاکستری) ارگان پان‌ترکی فاصله سال‌های ۱۹۳۹–۱۹۴۲. کادر نقطه چین، وسعت امپراتوری مورد نظر پان‌ترکیست‌ها را شامل مناطق شمالی ایران و افغانستان نشان می‌دهد.

کمپین تبلیغاتی عثمانی‌ها در طول جنگ جهانی اول تحت تأثیر دو گرایش مشخص پان‌اسلامیسم و پان‌تورانیسم بود. در حالی که پان‌تورانیسم مردمان ترک‌تبار شبه‌جزیره بالکان، قفقاز، شمال ایران و آسیای میانه را هدف قرار می‌داد، تبلیغات پان‌اسلامیستی همچنان عمدتاً به مردمان خاورمیانه، نزدیک و حتی شبه‌قاره هند معطوف بود. در ایران و آسیای میانه، با ترکیب قومی متنوع خود، عثمانی‌ها از ترکیبی از پان‌تورانیسم و پان‌اسلامیسم استفاده کردند.
با پایان جنگ جهانی اول و سقوط امپراتوری عثمانی، تنها تعداد کمی از ماجراجویان سیاسی به دنبال پان‌تورانیسم بودند، از جمله انور پاشا که در سال ۱۹۲۲ در حین مبارزه با بلشویک‌ها در آسیای میانه کشته شد. در جمهوری ترکیه، در حالی که ملی‌گرایی محلی با اشارات پان‌ترکیستی تحمل و حتی تشویق می‌شد، پان‌تورانیسم هرگز به یک گرایش سیاسی قابل‌توجه تبدیل نشد. تنها با فروپاشی اتحاد جماهیر شوروی در اواخر دهه ۱۹۸۰ و اوایل دهه ۱۹۹۰ بود که ندای اتحاد میان مردمان ترک‌تبار بار دیگر شنیده شد. اگرچه این ندای اتحاد از طریق پیمان‌های همکاری میان جمهوری‌های مستقل ترک‌تبار قفقاز، آسیای میانه و ترکیه تبلیغ شد، اما رقابت‌های عمیق در سطوح منطقه‌ای و بین‌المللی از دست‌یابی به موفقیت‌های چشمگیر جلوگیری کرد.

## چگونگی شکل‌گیری ایدئولوژی تورانیسم

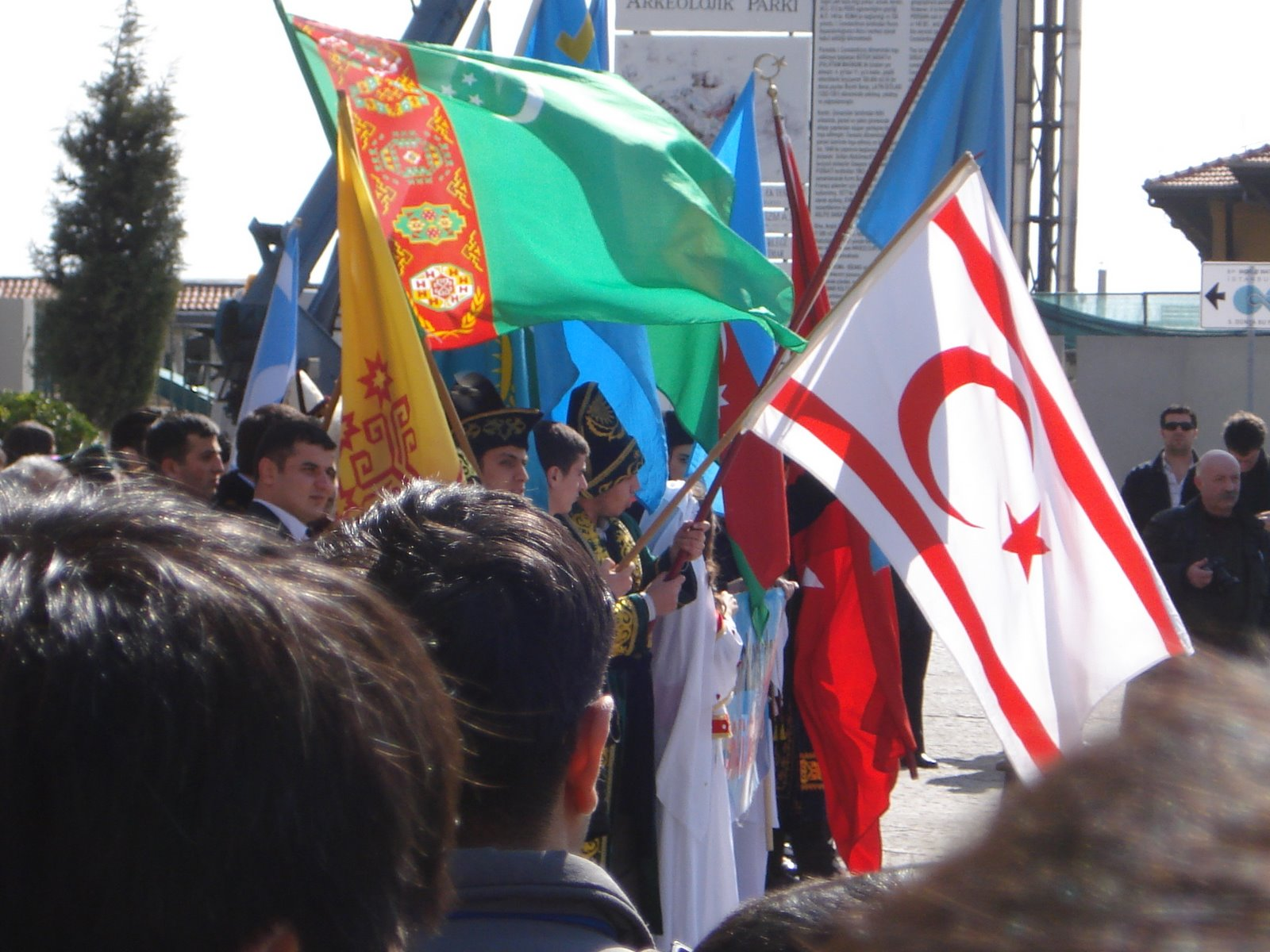
پان ترکیش در استانبول - مارس 2009

ولادمیر مینورسکی نوشته‌است که ایده پان تورانیسم دست کم به ۱۸۳۹ میلادی در مجارستان می‌رسد. نخستین بار مجارها بودند که دربارهٔ توران و تورانیان به‌طور جدی پژوهش کردند؛ در حدود نیم قرن پیش از آغاز جنگ جهانی اول، دولتمردان مجار در جستجوی متحدانی بر ضد جنبش پان اسلاویسم بودند و از آنجا که ترکی نیز از زبانهای تورانی است، اگر چه از شاخهٔ فین (اویغوری)، اندیشهٔ اثبات خویشاوندی ترکها، برای اتفاق مجار ـ ترک بر ضد اسلاوها، مطرح شد. پیشرفت خاورشناسی و بویژه ترک‌شناسی را یکی از مهمترین عوامل فرهنگی زمینه‌ساز پیدایش، اشاعه و توسعهٔ پان ترکیسم دانسته‌اند. ترک‌شناسی شاخه ای از دانش خاورشناسی است که ضمن داشتن سابقهٔ چندین قرنی، در قرن نوزدهم میلادی عمق و وسعت روزافزون یافت. پژوهشهای خاورشناسانی چون دوگینی، کائن و دیویدز دربارهٔ تاریخ، زبان، ادبیات و مردم‌شناسی قوم ترک، به آگاهی از تاریخ آسیای مرکزی و تمدن پیش از عثمانی ترکها افزود. با رخنهٔ این آگاهیها به میان ترکهای ساکن روسیهٔ تزاری و امپراتوری عثمانی، پان ترکیسم در ذهن و زبان و قلم نخبگان آنان بتدریج شکل گرفت.
در اواخر قرن نوزدهم، امپراتوری تزاری با تهاجم به قفقاز و آسیای میانه، تعداد زیادی از مردمان ترک‌تبار را به قلمرو خود ملحق کرد. سیاست روسی‌سازی که توسط روسیه تزاری در این منطقه اجرا شد، باعث شد گروهی از نخبگان محلی به ترویج جایگزینی برای پان‌اسلاویسم روسی بپردازند. با این حال، فعالیت‌های آنان پیش از جنگ جهانی اول عمدتاً به سازمان‌دهی کنگره‌های مسلمانان روسیه و انتشار برخی نشریات مانند ینی فیوضات (وفور جدید) و شلّاله (آبشار) در باکو یا توران در تاشکند محدود می‌شد.
همبستگی فزاینده میان مردمان ترک‌تبار روسیه در امپراتوری عثمانی که از افول طولانی و تحقیرآمیز رنج می‌برد، با استقبال روبه‌رو شد. در میان رهبران کمیته اتحاد و ترقی که در امپراتوری عثمانی حکومت می‌کردند، شخصیت‌هایی مانند انور پاشا بودند که آرزوی تشکیل امپراتوری تورانی را داشتند؛ امپراتوری‌ای که مردمان ترک‌تبار را گرد هم آورده و منافع قابل‌توجهی در قفقاز و آسیای میانه ایجاد می‌کرد. ورود امپراتوری عثمانی به جنگ جهانی اول تا حدی با این انگیزه صورت گرفت.

## توران و ترکستان

منقطه خضدار از بخش بلوچستان کشور پاکستان

پان‌تورانیسم یک ایدئولوژی است که در اواخر قرن نوزدهم و اوایل قرن بیستم شکل گرفت و وابستگی فرهنگی قوی‌ای میان تمامی مردمان ترک ایجاد کرد. اگرچه پان‌تورانیسم با پان‌ترکیسم مرتبط است، اما پیروان آن تفاوت‌هایی دارند. در حالی که پان‌ترکیسم به‌طور تاریخی عمدتاً به ترک‌های ساکن در امپراتوری عثمانی و مناطق مرزی آن محدود بود، پان‌تورانیسم ادعاهای گسترده‌تری داشت. پان‌تورانیسم به دنبال اتحاد تمامی مردمان ترک‌تبار بود که خود را از نسل توران می‌دانستند، از جمله مغول‌ها. نام توران به یک فلات افسانه‌ای در آسیای میانه مرتبط است. در اوستا، مردمی به نام تورا به عنوان دشمنان دین راستین (یعنی زرتشتیان) معرفی شده‌اند، یعنی مردمانی که زرتشتی‌گری را نپذیرفته بودند. اما بعدها واژه توران به‌طور رایج به سرزمینی در شمال رود آمودریا (رود اکسوس در دوران باستان) اشاره داشت، جایی که غیرایرانی‌های آسیای میانه و عمدتاً مردمان ترک‌تبار کوچ‌نشین سکونت داشتند.
تفاوت اصلی بین توران (در افسانه‌های زرتشتی و همچنین شاهنامه فردوسی) و منطقه تاریخی توران (که در کتب مورخین اسلامی ذکر گردید) وجود دارد. در زمان ساسانیان به اشتباه ترک‌ها را تورانیان پنداشتند، حال آنکه توران منطقه ای در خانات پاکستان امروزی است که مرکز آن شهر قُضدار است. این اشتباه ساسانیان در کتاب‌های ایرانی‌هایی که پس از حمله اعراب به ایرانشهر، تاریخ ایران را روایت کردند هم وجود دارد و باعث سردرگمی شرق شناسان گردید.

## پان ترکیسم
گرچه ایدئولوژی پان تورانیسم (در ابعاد عمومی تر) تحقق نیافت، ولی منجر به رشد اندیشه اندیشه پان ترکیسم (که نسبت به اندیشه قبلی جزئی تر بود) شد. تئوریسین‌های مورج اندیشه پان ترکیسم، اکثراً ترک‌زبان‌هایی بودند که زیر ستم امپراتوری تزار بودند و در پی آن بودند تا با ترویج ناسیونالیسمی فرامرزی ناسیونالیسم ترکی، مردم ترک‌زبان عثمانی را با تمامی اقوام و ملیت‌های ترک‌زبان جهان (به خصوص ترک‌های ساکن امپراتوری تزار روس) متحد کنند. یکی از عوامل اتحاد آنها یکی بودن زبان، دیگر یکی بودن مذهب (در مقابل مذهب تزارها که مسیحی بودند و مسلمانان تسلط آنها بر خود را نامشروع می‌دانستند) بود. این تفکر به ترویج و تحریک مردم ترک‌زبان عثمانی و مقابله با اندیشه پان اسلامیسم (که سلاطین عثمانی خود را خلیقه وقت جهان اسلام اعلام کرده بودند) انجامید.
از میان اقوام ترک‌زبانی که امروزه ترک نام گرفته‌اند بسیاری از اقوام نام‌برده در زیر در تاریخ قدیم هیچ‌گاه خود و قوم خود را ترک نمی‌نامیدند. در مورد بخشی از این اقوام ساکن آسیای میانه تنها پس از وارد شدن نظریهٔ پان‌ترکیسم توسط آرمین وامبری یهودی و فرستادهٔ پنهانی وزارت امور خارجه بریتانیا به منطقه این نام رفته‌رفته برای این اقوام نیز رواج یافت.این ترک‌زبان‌ها عبارتند از:
1. باشقیرها
2. تاتارها (ولگا، کریمه، دوبروجا)
3. ناگایباک‌ها
4. قزاق‌ها
5. قره‌قالپاق‌ها
6. نوقایی‌ها
7. کاراییم‌ها
8. قره‌چایی-بالکاری‌ها
9. قموق‌ها
10. کریمچاق‌ها
11. آلتایی‌ها
12. آذربایجانی‌ها
13. قاجارها
14. شاهسون‌ها
15. قره‌داغی‌ها
16. قرائی‌ها
17. قشقایی‌ها
18. افشارها
19. خلج‌ها
20. گاگائوزها
21. اورومچی‌ها
22. تووان‌ها
23. توفاها
24. شورها
25. خاکاس‌ها
26. تاتارهای چولیم
27. ازبک‌ها
28. اویغورها
29. سالارها
30. اویغورهای زرد
31. چوواش‌ها
32. یاقوت‌ها
33. دولگان‌ها
34. هزاره‌ها

### پان ترکیسم و جعل تاریخ
ولادیمیر مینورسکی در مورد جعل پان ترک‌ها برای هویت سازی خودشان و مصادره کشورهای دیگر جهان چنین گفته است: «هر جا که پرسش حل نشده‌ای در زمینه فرهنگ قوم‌های شرق باستان پدید آید ترکان بی درنگ دست خود را همان‌جا دراز می‌کنند»